# Golfo della Jama
Il golfo della Jama (in russo Ямская губа, Jamskaja guba?) è una insenatura situata sulla costa nord-orientale del mare di Ochotsk, in Russia. Appartiene all'Ol'skij rajon, nell'oblast' di Magadan (Circondario federale dell'Estremo Oriente).

## Geografia
Il golfo della Jama si trova nella parte sud-occidentale del golfo di Šelichov ed è parte del mare di Ochotsk. È delimitato a sud dalla penisola Piagina (полуостров Пьягина); l'ingresso è tra capo Iretsoj (мыс Иретсой) a nord e capo Japon (мыс Япон) a sud. Il golfo prende il nome dal fiume omonimo, che sfocia in una baia interna: la Perevoločnyj (Переволочный залив), questa baia, che prende il nome dall'altro fiume che vi si immette, il Perevoločnaja (река Переволочная), è divisa dal golfo da una sottile striscia di terra, la kosa Jamskaja. Un altro fiume che vi sfocia è il Malkačan. Vicino alla foce della Jama si trova l'insediamento di Jamsk.
A est della penisola Piagina si trovano le isole Jam.